# Noël Lebreton de Hauteroche
Pour les articles homonymes, voir Hauteroche.
Noël Lebreton, sieur de Hauteroche, né à Paris en 1617 où il est mort aveugle le 14 juillet 1707, est un acteur et dramaturge français.

## Biographie

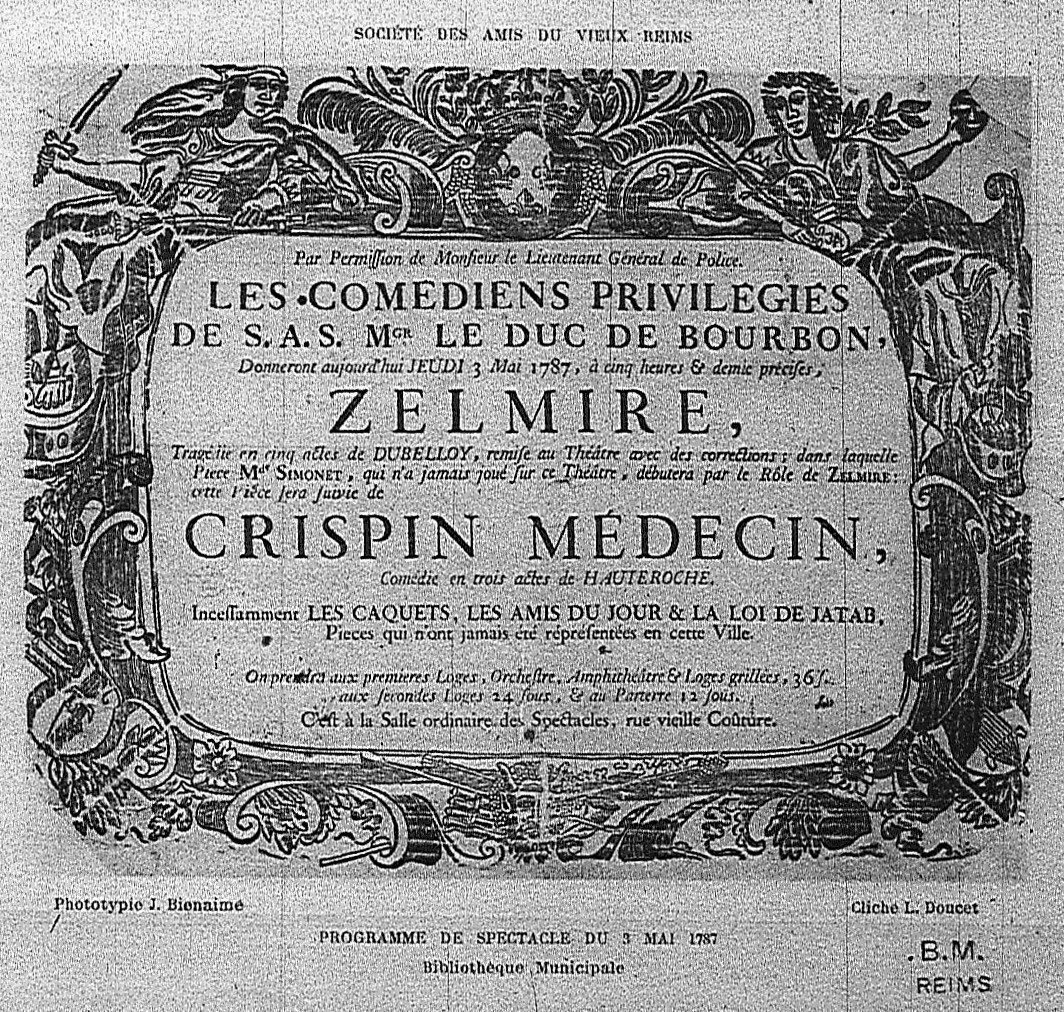
Affiche de Crispin médecin joué à Reims en 1787.

Fils d’un huissier au Parlement, Hauteroche s’enfuit en Espagne pour échapper à un mariage qu’on voulait lui faire contracter malgré lui et se fit comédien à Valence (Espagne). Il joue en Allemagne et fonde sa propre troupe à Paris en 1654, puis entre au Théâtre du Marais la même année et passe à l’Hôtel de Bourgogne en 1660. En 1671, il succède à Floridor comme directeur de la troupe.
Représentant les troisièmes rôles tragiques, il se faisait remarquer par l’art avec lequel il disait les récits. En même temps il composa des comédies et fut au nombre des émules de Molière. Sans s’élever à la création des caractères ou à la peinture des mœurs, son talent consistait à nouer habilement une intrigue et à semer le dialogue de traits plaisants.
Retiré en 1684, il connaît alors ses plus grands succès comme auteur dramatique. On lui doit notamment L’Amant qui ne flatte point, en cinq actes, en vers (1668), Les Apparences trompeuses (1673), et L'Esprit follet (1684).
Trois pièces, Crispin médecin, en trois actes, en prose (1670), le Deuil, en un acte, en vers (1680), le Cocher supposé, en un acte (1684) sont restées assez longtemps au répertoire.
On cite en outre : le Souper mal apprêté, en un acte, en vers (1670) ; les Apparences trompeuses ou les Maris infidèles, en trois actes, en vers (1673) ; Crispin musicien, en cinq actes, en vers (1674) ; les Nobles de province, en cinq actes, en vers (1678) ; la Barrette, en cinq actes, en prose (1680) ; la Dame invisible, en cinq actes, en vers (1685) ; le Feint Polonais ou la Veuve impertinente, en trois actes, en prose (1686) ; les Bourgeoises, en cinq actes, en vers (1691), pièce imitée des Précieuses ridicules.

## Source
- Gustave Vapereau, Dictionnaire universel des littératures, Paris, Hachette, 1876, p. 977